# Luis Villafuerte
Luis „Louie“ Robredo Villafuerte (* 29. August 1935 in Naga, Camarines Sur; † 8. September 2021 in Taguig) war ein philippinischer Politiker und Wirtschaftsmanager, der Minister während der Amtszeit von Präsident Ferdinand Marcos, Mitglied des Repräsentantenhauses sowie Gouverneur der Provinz Camarines Sur war.

## Leben

### Manager, Rechtsanwalt und Minister der Marcos-Ära
Villafuerte war ein Sohn von Mariano Villafuerte, der zwischen 1928 und 1934 für den ersten Bezirk von Camarines Sur Mitglied der Philippinischen Legislative sowie zwischen 1942 und 1943 ebenfalls Gouverneur von Camarines Sur war. Er selbst besuchte die Naga Parochial School und danach von 1949 bis 1953 das Atene de Naga. Im Anschluss begann er ein grundständiges Studium an der Universität der Philippinen, das er 1955 mit einem Associate in Arts beendete. Ein darauf folgendes Studium der Rechtswissenschaften an der Universität der Philippinen schloss er 1959 mit einem Bachelor of Laws (LL.B.) ab. Nach einer Tätigkeit als Rechtsanwalt war er zwischen 1965 und 1974 bei der BANCOM Development Corp. tätig und war dort Geschäftsführender Vizepräsident sowie zuletzt Präsident des Unternehmens. Er wurde 1972 einer der Most Outstanding Man und wechselte zwischen 1975 und 1978 als Seniorpartner in die Anwaltskanzlei Villafuerte, Zamora & Associates Law Offices.
Am 12. Juni 1978 wurde er als Kandidat der Marcos-treuen Liste der Bewegung der Neuen Gesellschaft KBL (Kilusang Bagong Lipunan) zum Mitglied des Interim-Kongresses (Interim Batasang Pambansa) gewählt und vertrat in dieser bis zum 5. Juni 1984 die Bicol-Region, die sogenannte Region V.
Daneben übernahm Villafuerte während der Amtszeit von Präsident Ferdinand Marcos am 24. Juli 1979 als Nachfolger von Troadio Quiazon das Amt des Handelsministers (Minister of Trade). Diesen Posten bekleidete er bis 1981, woraufhin Industrieminister Roberto Ongpin das nunmehr zusammengelegte Amt als Minister für Industrie und Handel übernahm. Neben seiner Funktion als Handelsminister fungierte er kraft Amtes zwischen 1979 und 1981 zugleich als Vize-Vorsitzender der Verwaltung für die Entwicklung der Abacá-Industrie AIDA (Abaca Industry Development Authority) sowie zusätzlich in Personalunion von 1979 bis 1982 als Direktor des Nationalen Forschungsrates NRCP (National Research Council of the Philippines), als Direktor der Hafenverwaltung PPA (Philippine Ports Authority), als Direktor der Nationalen Wirtschafts- und Entwicklungsverwaltung NEDA (National Economic & Development Authority), als Vorsitzender des Rates der Schifffahrtsgesellschaften PSC (Philippine Shippers Council), als Vorsitzender der Internationalen Handelsgesellschaft PITC (Philippine International  Trading Corp.), als Vorsitzender des Ausschusses für metrische Systeme MSB (Metric Systems Board), als Vorsitzender des Ausschusses für Bekleidungs- und Textilexporte GTEB (Garments & Textiles Export Board) und als Vorsitzender des Designzentrums DCP (Design Center of the Philippines). Er war vom 30. Juni 1984 bis zum 25. März 1986 Mitglied des Regulären Kongresses (Regular Batasang Pambansa) und vertrat auch in dieser Zeit die Provinz Camarines Sur in der Region V.

### Mitglied des Repräsentantenhauses und Gouverneur von Camarines Sur
Nach dem Sturz von Präsident Marcos im Zuge der EDSA-Revolution vom 23. bis 25. Februar 1986 wurde Villafuerte als Kandidat des Kampfes der demokratischen Filipinos LDP (Laban ng Demokratikong Pilipino) erstmals Gouverneur der Provinz Camarines Sur und löste damit Felix Fuentebella ab. Er bekleidete diesen Posten bis zum 30. Juni 1992, nachdem er zuvor von Jose Bulaong von der Lakas ng Tao-Christian Muslim Democrats (Lakas-CMD) geschlagen wurde. Zugleich war er während der Amtszeit von Präsidentin Corazon Aquino zwischen 1986 und 1987 Vorsitzender der Präsident der Präsidialkommission zur Reorganisation der Regierung PCGR (Presidential Commission on Government Reorganization). Er war nach Verlust seines Gouverneursamtes zwischen 1992 und 1995 Mitglied des Exekutivausschusses des Internationalen Rates für kommunale Umweltinitiativen ICLEI (International Council for Local Environmental Initiative) mit Sitz in Toronto sowie von 1993 bis 1995 Vorsitzender des Energieunternehmens Bicol Hydro-Power Corp. und Vorsitzender des Regionalen Entwicklungsrates der Bicol-Region.
Am 30. Juni 1995 wurde Villafuerte als Nachfolger von Jose Bulaong abermals Gouverneur der Provinz Camarines Sur und hatte dieses Amt nunmehr bis zur Höchstgrenze von neun Jahren am 30. Juni 2004 inne, woraufhin sein Sohn Luis Raymund Villafuerte seine Nachfolge antrat. Er selbst wurde bei den Wahlen vom 10. Mai 2004 als Kandidat der Lakas ng Tao-Christian Muslim Democrats (Lakas-CMD) zum Mitglied des Repräsentantenhauses gewählt und vertrat dort zunächst den Wahlkreis Camarines Sur-2nd District. 2007 trat er der Partei Partner der freien Filipinos KAMPI (Kabalikat ng Malayang Pilipino) bei und wurde bei den Wahlen vom 14. Mai 2007 im Wahlkreis Camarines Sur-2nd District wieder zum Mitglied des Repräsentantenhauses gewählt. Er kehrte zwischen 2008 und 2009 als Mitglied zur Lakas-CMD zurück, ehe er 2009 Mitglied der Nationalistischen Volksunion NPC (Nationalist People’s Coalition) wurde, der Koalisyong Makabayan ng Bayan. Bei den Wahlen vom 10. Mai 2010 wurde er für die NPC abermals zum Mitglied des Repräsentantenhauses gewählt, wobei er nunmehr bis zum 30. Juni 2013 den Wahlkreis Camarines Sur-3rd District vertrat. Während seiner Parlamentszugehörigkeit war er unter anderem Vize-Vorsitzender des Ausschusses für Mittel (Committee on Appropriations), des Ausschusses für Grundbildung und Kultur (Committee on Basic Education and Culture) sowie des Ausschusses für Kommunalverwaltung (Committee on Local Government).

### Familiäre Beziehungen
Villafuerte war mit Nelly Favis Villafuerte verheiratet, die unter anderem Unterstaatssekretärin im Ministerium für Handel und Industrie war. Aus dieser Ehe ging sein Sohn Luis Raymund Villafuerte hervor, der als sein Nachfolger zwischen 2004 und 2013 Gouverneur von Camarines Sur war und seit dem 30. Juni 2016 für die Nacionalista Party ebenfalls Mitglied des Repräsentantenhauses ist, wo er den Wahlkreis Camarines Sur-2nd District vertritt. Der Sohn von Luis Raymund Villafuerte und Enkel von Louie Villafuerte, Miguel „Migz“ Luis Villafuerte, löste wiederum am 30. Juni 2013 seinen Vater als Gouverneur von Camarines Sur ab. Louie Villafuertes Neffe Jesse Robredo war zwischen 1988 und 1998 sowie erneut von 2001 bis 2010 Bürgermeister von Naga City und zwischen dem 9. Juli 2010 und seinem Tod bei einem Flugzeugabsturz am 18. August 2012 Minister für Inneres und Kommunalverwaltung (Secretary of Interior and Local Government) in der Regierung von Präsident Benigno Aquino III.